# Charity Engine
Charity Engine est une application gratuite pour ordinateurs personnels PC basée sur la plateforme Berkeley Open Infrastructure for Network Computing de l'université de Berkeley et gérée par l'entreprise The Worldwide Computer Company Limited. Le projet repose sur la vente de la puissance informatique domestique disponible aux universités et aux entreprises ; les bénéfices sont partagés entre huit organisations caritatives partenaires et périodiquement des espèces sont versés sous forme de tirage au sort (« prize draws (en) ») aux utilisateurs qui acceptent d'utiliser le logiciel BOINC Charity Engine sur leur ordinateur personnel. Lorsqu'aucune entreprise n'achète la puissance de calcul, Charity Engine la donne à des projets de volunteer computing existants, tels que Rosetta@home, Einstein@Home, et Malaria Control, et les tirages au sort sont financés par des dons.
L'entreprise a été fondée par l'ancien journaliste Mark McAndrew, qui écrivait un roman de science-fiction mettant en scène une organisation similaire. Il a abandonné le livre pour créer l'idée dans la vie réelle, avec l'aide de David P. Anderson (en), professeur à  UC Berkeley, créateur de BOINC. La société a été constituée en 2008, mais n'a pas commencé ses activités commerciales avant 2011.
L'entreprise a reçu 70 000 € de financement par le Programme-cadre pour la recherche et le développement technologique (FP7) de la Communauté européenne.
En août 2014, le projet Rosetta@home indique que Charity Engine a apporté quelque 125 000 nouveaux PC à sa grille.
En january 2017, Charity Engine est considéré comme contributeur significatif à la résolution de problèmes de pliage de protéïnes dans un article intitulé  « Protein structure determination using metagenome sequence data » publié dans Science.
En September 2019, une équipe dirigée par Andrew Booker de l'université de Bristol et Andrew Sutherland du  Massachusetts Institute of Technology (MIT) ont utilisé la Charity Engine pour résoudre le problème de la somme de trois cubes pour le nombre 42,.